# Consiglio universitario nazionale
Il Consiglio universitario nazionale (in acronimo CUN) è un organo consultivo del Ministero dell'università e della ricerca italiano. Attualmente è presieduto da Paolo Vincenzo Pedone, ordinario di biochimica presso l'Università degli Studi della Campania Luigi Vanvitelli.

## Storia
La proposta relativa all'istituzione di un Consiglio universitario nazionale venne avanzata nel 1962, come organo consultivo del Ministero della pubblica istruzione. L'organo venne in seguito formalmente istituito con la legge 7 febbraio 1979, n. 31, che gli attribuiva le funzioni svolte fino a quel momento dalla prima sezione del Consiglio Superiore della Pubblica istruzione, poi divenuto Consiglio nazionale della pubblica istruzione (CNPI). Si trattava quindi di un organismo con compiti consultivi e disciplinari, presieduto dal Ministro della Pubblica Istruzione.
La composizione, regolata dall’art. 98 del D.P.R. 11 luglio 1980 n. 382, prevedeva 60 membri (21 professori ordinari, 21 professori associati, 4 ricercatori di ruolo, 3 studenti, 3 rappresentanti del personale tecnico-amministrativo, 4 esperti designati dal Consiglio nazionale dell'economia e del lavoro, un membro designato e uno eletto dal Consiglio Nazionale delle Ricerche e uno eletto dal CNPI), con mandato triennale rinnovabile una sola volta. L’art. 67 dello stesso D.P.R. 382/1980 prevedeva inoltre la costituzione di comitati consultivi del CUN, uno per ciascun’area omogenea, composti da 10 professori eletti e da un presidente designato dal CUN, e incaricati di esaminare i progetti di rilevante interesse nazionale e di formulare pareri vincolanti in merito alla ripartizione del 40% dei fondi destinati alla ricerca scientifica.
Successivamente, con l'art. 10 della legge 9 maggio 1989, n. 168 il CUN fu ridefinito quale “organo elettivo di rappresentanza universitaria”. La definizione dei compiti e della composizione fu rinviata alla successiva legge 19 novembre 1990 n. 341, che non cambiò in misura significativa l’attribuzione delle funzioni ma modificò la composizione fissando il numero dei membri in 54 (30 eletti in rappresentanza delle aree scientifiche, 8 rettori designati dalla CRUI, 8 eletti tra gli studenti, 5 eletti tra il personale tecnico-amministrativo, 2 designati dal CNEL e uno designato dal CNR) con mandato quadriennale e senza possibilità di immediata rielezione. Il Presidente doveva essere eletto tra i membri dell’organo.
Tuttavia questo disegno non divenne mai operativo in quanto il regime di prorogatio della precedente composizione si mantenne fino alla riforma Bassanini del 1997. I commi 102-108 dell’art. 17 della legge 15 maggio 1997, n. 127 trasformarono il CUN in “organo elettivo di rappresentanza delle istituzioni autonome universitarie”, ampliando la funzione di consulenza ed estendendola a temi quali la programmazione, il finanziamento, l’ordinamento dei corsi, i settori scientifico-disciplinari, il reclutamento dei docenti. La composizione fu di nuovo modificata portando il numero dei membri a 58 (un professore ordinario, un associato e un ricercatore per ciascuna delle 14 aree disciplinari, 8 studenti eletti dal CNSU, 4 rappresentanti del personale tecnico-amministrativo, 3 membri eletti dalla CRUI). Il mandato rimase quadriennale non immediatamente rinnovabile, e fu confermato il principio dell’elezione del Presidente tra i membri. Anche in questo caso il regime di prorogatio fu mantenuto fino alla nuova riforma del CUN, definita dalla legge 26 gennaio 2006, n. 18, che stabilisce le competenze e la composizione dell’organo.

## Composizione e funzionamento
La composizione è disciplinata dall'art. 1 della legge 18/2006:
- n. 42 (numero massimo) di professori e ricercatori universitari eletti in rappresentanza delle quattordici aree di settori scientifico-disciplinari determinate con decreto del Ministro dell'istruzione, dell'università e della ricerca. Per ciascuna area sono eletti un professore ordinario, un professore associato e un ricercatore;
- n. 8 studenti di differenti facoltà eletti dal Consiglio nazionale degli studenti universitari (CNSU) fra i componenti del medesimo, in cui è solitamente presente il consigliere eletto in rappresentanza dei dottorandi di ricerca;
- n. 3 rappresentanti del personale tecnico-amministrativo in servizio presso le università italiane;
- n. 3 membri designati, tra i suoi componenti, dalla Conferenza dei rettori delle università italiane (CRUI);
- n. 1 rappresentante designato, tra i propri componenti, dal Coordinamento nazionale delle Conferenze dei presidi di facoltà;
- n. 1 rappresentante designato, tra i propri componenti, dal Convegno permanente dei dirigenti amministrativi delle università (CODAU).

I componenti sono eletti per un mandato quadriennale rinnovabile una sola volta e non sono eleggibili consecutivamente per più di due volte; coloro che decadano dal mandato vengono sostituiti entro due mesi con elezioni suppletive per il mandato originario, salvo la decadenza si sia avuta nell'ultimo anno del medesimo. 
Ai sensi dell'art. 1 della legge del 2006, il funzionamento del CUN è disciplinato da un Regolamento interno approvato dall’organo stesso. Un primo regolamento fu emanato il 20 marzo 1998. A seguito dell’entrata in vigore della legge 18/2006 un nuovo regolamento fu approvato il 7 marzo 2007 e modificato il 6 aprile 2011 e il 24 aprile 2013 (versione attualmente in vigore).

## Competenze
Secondo l'art. 2 della legge n. 18/2006:
a) obiettivi della programmazione universitaria;

b) criteri per la utilizzazione della quota di riequilibrio del fondo per il finanziamento ordinario delle università;

c) criteri generali per l'ordinamento degli studi universitari, ai sensi dell'articolo 17, comma 95, della legge 15 maggio 1997, n. 127;

d) regolamenti didattici di ateneo;

e) settori scientifico-disciplinari;

f) decreti ministeriali di cui all'articolo 17, comma 96, della citata legge n. 127 del 1997;

g) ogni altra materia che il Ministro dell'istruzione, dell'università e della ricerca ritenga di sottoporre al parere del CUN.»
La legge 18/2006 prevedeva inoltre che il CUN esprimesse il parere di legittimità sugli atti delle commissioni nelle procedure preordinate al reclutamento e alla conferma dei professori ordinari e associati e dei ricercatori ed eleggesse al suo interno, un collegio di disciplina con il compito di svolgere i procedimenti disciplinari a carico dei professori e dei ricercatori universitari. Tali disposizioni risultano palesemente superate alla luce della riforma universitaria disciplinata dalla legge 30 dicembre 2010, n. 240.
Per effetto di successivi interventi legislativi sono state invece attribuite all’organo ulteriori competenze, per cui attualmente, oltre a quanto già previsto, il CUN:
- designa due componenti, fra i professori universitari di ruolo in materie giuridiche, del Consiglio direttivo della Corte Suprema di Cassazione (art.1, d.lgs. 27 gennaio 2006, n. 25 e successive modifiche);
- designa, tra i professori universitari di ruolo, un componente della Commissione Tecnica per il conferimento delle funzioni di legittimità presso il CSM (art.12, d.lgs. 5 aprile 2006, n. 160 e successive modifiche);
- designa un componente del Comitato Consultivo di ANVUR (art.11, DPR 1 febbraio 2010, n. 76);
- esprime parere sui decreti ministeriali che definiscono, secondo criteri di affinità, i settori concorsuali relativi alle procedure per il conseguimento dell’abilitazione scientifica nazionale (art.15, comma 1 legge 30 dicembre 2010, n. 240 e successive modifiche);
- esprime parere sui decreti ministeriali recanti i criteri e i parametri per il conferimento dell'abilitazione scientifica nazionale (art.16, comma 3, lett.a) legge 30 dicembre 2010, n. 240 e successive modifiche);
- esprime parere sulle tabelle di corrispondenza tra posizioni accademiche italiane ed estere (art.18, comma 1, lett.b, l. 30 dicembre 2010, n. 240);
- esprime parere sui decreti ministeriali volti a identificare, ai fini delle possibili chiamate dìrette dei vincitori, i programmi di ricerca di alta qualificazione finanziati dall’Unione Europea o dal MIUR (art.29, comma 7, legge 30 dicembre 2010, n. 240);
- designa i professori universitari di ruolo, componenti dei Comitati tecnico-scientifici del MIBACT (art. 26, comma 4, lett c), dPCM n.171 del 29 agosto 2014);
- designa un componente, tra i docenti dell'area scientifica interessata, della Commissione tecnica MIBACT-MIUR per le attività istruttorie finalizzate all'accreditamento delle istituzioni formative e per la vigilanza sull'insegnamento del restauro;
- esprime parere sui passaggi di settore scientifico-disciplinare (art.4, DM 4 ottobre 2000) e di settore concorsuale (art.3, DM 30 ottobre 2015) dei docenti e dei ricercatori.